# Pseudoammodiscidae
Pseudoammodiscidae es una familia de foraminíferos bentónicos de la superfamilia Earlandioidea, del suborden Fusulinina y del orden Fusulinida. Su rango cronoestratigráfico abarca desde el Devónico hasta el Pérmico superior.

## Discusión
Algunas clasificaciones más recientes incluyen Pseudoammodiscidae en la superfamilia Pseudoammodiscoidea, el suborden Archaediscina, del orden Archaediscida, de la subclase Afusulinana y de la clase Fusulinata.

## Clasificación
Pseudoammodiscidae incluye a los siguientes géneros:
- Brunsia †
- Brunsiella †
- Pseudoammodiscus †
- Pseudoglomospira †
- Quasilituotuba †
- Turrispiroides †
- Warnantella †

Otro género considerado en Pseudoammodiscidae es:
- Turrispira †, aceptado como Turrispiroides